# Festival international du film fantastique d'Avoriaz 1979
Le Festival international du film fantastique d'Avoriaz 1979 est le 7e Festival international du film fantastique d'Avoriaz.

## Jury
- Roger Corman (président)
- Theo Angelopoulos
- Agostina Belli
- David Carradine
- François Chalais
- Georges Conchon
- Anna Karina
- Michael Lonsdale
- Jean-Marie Périer
- Jorge Semprún
- Yvaral

## Sélection

### Compétition
- Le Faiseur d'épouvantes (The Manitou) de William Girdler ( Canada /  États-Unis)
- Galactica : La Bataille de l'espace (Battlestar Galactica) de Richard Colla ( États-Unis)
- La Nuit des masques de John Carpenter ( États-Unis)
- L'Invasion des profanateurs (Invasion of the Body Snatchers) de Philip Kaufman ( États-Unis)
- Long Weekend de Colin Eggleston ( Australie)
- Les monstres sont toujours vivants (It Lives Again) de Larry Cohen ( États-Unis)
- La Nuit, un rôdeur (The Night, The Prowler) de Jim Sharman ( Australie)
- Patrick de Richard Franklin ( Australie)
- Phantasm de Don Coscarelli ( États-Unis)
- Plague d'Ed Hunt ( Canada)
- Le Piège (Tourist Trap) de David Schmoeller ( États-Unis)

### Hors compétition
- Nosferatu, fantôme de la nuit (Nosferatu : Phantom der Nacht) de Werner Herzog ( Allemagne de l'Ouest /  France)
- Roger Corman : Hollywood's wild angel de Christian Blackwood (en) (documentaire) ( Royaume-Uni /  États-Unis)

## Palmarès
- Grand prix : Patrick de Richard Franklin
- Prix spécial du jury : Phantasm de Don Coscarelli
- Mention spéciale : La Nuit, un rôdeur de Jim Sharman
- Prix de la critique : La Nuit des masques de John Carpenter
- Antenne d'or : Long Weekend de Colin Eggleston et L'Invasion des profanateurs de Philip Kaufman